# Army of the Dead: Lost Vegas
Army of the Dead: Lost Vegas es una próxima serie web y spin-off de estilo anime basada en la película de 2021 Army of the Dead. Desarrollada por Jay Oliva y producida por Meduzarts Animation, la serie se estrenará en Netflix ese mismo año.
Dave Bautista, Ella Purnell, Ana de la Reguera, Tig Notaro y Omari Hardwick repetirán sus respectivos papeles para Lost Vegas del largometraje.

## Premisa
Girando en torno a las primeras fases del brote de zombis en Las Vegas, la serie se centrará en los orígenes de Scott, así como en los esfuerzos de rescate de él y sus compañeros para salvar a la humanidad.

## Reparto de voz
- Dave Bautista como Scott Ward[1]
- Ella Purnell como Kate Ward[1]
- Ana de la Reguera como Cruz[1]
- Tig Notaro como Martin[1]
- Omari Hardwick como Vanderohe[1]
- Joe Manganiello como Rose[2]
- Christian Slater como Torrance[2]
- Harry Lennix como Boorman[2]
- Ross Butler como Chen[2]
- Anya Chalotra como Lucilia[2]
- Vanessa Hudgens como Willow[2]
- Yetide Badaki como la reina Meeru[2]
- Christina Wren como Nicole[2]
- Monica Barbaro como Meagan[2]
- Jena Malone como Zeta[2]
- Nolan North como Clemenson[2]

## Producción
La serie está animada por Meduzarts Animation. El showrunner Jay Oliva y el productor ejecutivo Zack Snyder dirigirán dos episodios cada uno.